# Пи² Большой Медведицы
Пи² Большой Медведицы (лат. Pi² Ursae Majoris), 4 Большой Медведицы — звезда, которая находится в созвездии Большая Медведица на расстоянии около 252 световых лет от нас.
Вокруг звезды обращается, как минимум, одна планета.

## Характеристики
π² Большой Медведицы является крупной и яркой звездой (оранжевым гигантом), превосходящей по размерам наше Солнце более, чем в 18 раз. Масса звезды составляет 1,23 солнечной, а температура поверхности — 4415 кельвинов. Возраст звезды оценивается приблизительно в 6,4 миллиарда лет.

## Планетная система
В 2007 году группа астрономов из обсерватории Карла Шварцшильда объявила об открытии планеты π² Большой Медведицы b в системе. Она представляет собой газовый гигант, превосходящий по массе Юпитер более, чем в 7 раз. Планета обращается очень близко к родительской звезде — на расстоянии 0,87 а. е., совершая полный оборот за 269 суток. Открытие было совершено методом Доплера.